# 趙誠悠
趙 誠悠（ハングル：조성유、チョ・ソンユ、1999年5月13日 - ）は、ジャパンラグビーリーグワン三菱重工相模原ダイナボアーズに所属するラグビー選手。

## プロフィール
- 大阪府大阪市出身[1]。
- ポジションはロック(LO) フランカー(FL)。
- 身長 185 cm、体重 102 kg

## 略歴
2018年、大阪朝鮮高校卒業後、日本大学に入る。
2021年、日本大学ラグビー部の副将に就任。
2022年、三菱重工相模原ダイナボアーズに加入。
2025年4月5日に行われたJAPAN RUGBY LEAGUE ONE第14節カンファレンスA静岡ブルーレヴズ戦にて先発出場でリーグワン公式戦初出場を果たした。